# Ruskela källa
Ruskela källa är ett naturreservat i Falköpings kommun i Västergötland.
Reservatet ligger norr om Falköping och avsattes som naturreservat 2008. Det är 27 hektar stort och ligger på Brunnhemsbergets västra sluttning. Där ligger Ruskela källa omgiven av mäktig ängsgranskog. Den är gammal och grov. Längs med Ruskelabäcken finns en rik mossflora. Inom området finns det rikligt med död ved. I sydöst finns en grandominerad sumpskog med inslag av björk, klibbal och tall.
Ruskela källa är en aldrig sinande källa som delats mellan Brunnhems- Segerstads- och Broddetorps socknar. Källan har använts som offerkälla där mynt och andra värdeföremål offrats i källan. Offren pågick till åtminstone 1860.
Faledreven passerar Ruskela källa. Det är en väl bevarad fädrev som går från Segerstads kyrka till Ruskela källa. Den användes förr för att driva boskap från byarna till utmarksbetena uppe på Brunnhemsberget. Idag nyttjas dreven som vandringsled, 4,2 km lång. Brunnhemsleden passerar också Ruskela källa.